# Els quatre mosqueters
Els quatre mosqueters (títol original en anglès:The Four Musketeers: Milady's Revenge) és una pel·lícula de Richard Lester, estrenada el 1974. Adaptació de la novel·la Els tres mosqueters d'Alexandre Dumas, es tracta de la segona part d'un tríptic iniciat l'any abans amb Els tres mosqueters i que acabarà el 1989 amb El retorn dels mosqueters. L'any 1976 fou nominada a l'Oscar al millor vestuari per Yvonne Blake i Ron Talsky i al BAFTA al millor vestuari per Yvonne Blake. Aquesta pel·lícula ha estat doblada al català.

## Argument
Després del cas dels Ferrets de la reina, Milady de Winter està decidida a prendre la seva revenja fent segrestar Constance Bonacieux, de qui D'Artagnan està enamorat. Sostinguda pel comte de Rocheport, que marxa a portar socors als assetjats de La Rochelle, es compromet a participar en l'assassinat del duc de Buckingham. D'Artagnan, Athos, Porthos i Aramis arriben a escapar-se de múltiples atacs però no aconsegueixen impedir la mort del Duc. El cardenal Richelieu arriba tanmateix aprendre La Rochelle i els quatre mosqueters es llencen llavors al socors de Constance, retinguda presa en un coven. Arriben tanmateix massa tard i descobreixen el cos de Constance, assassinada per Milady.

## Repartiment
- Michael York: D'Artagnan
- Oliver Reed: Athos
- Richard Chamberlain: Aramis
- Frank Finlay: Porthos
- Faye Dunaway: Milady de Winter
- Raquel Welch: Constance Bonacieux
- Charlton Heston: el cardenal de Richelieu
- Jean-Pierre Cassel: el Rei Lluís XIII
- Geraldine Chaplin: La reina Anna d'Àustria
- Simon Ward: el duc de Buckingham
- Christopher Lee: el comte de Rocheport
- Roy Kinnear: Planchet
- Michael Gothard: John Felton
- Nicole Calfan: Kitty, la dama d'honor de Milady de Winter
- Ángel del Pozo: Jussac
- Jack Watson: Busigny